# Aura (mitología)

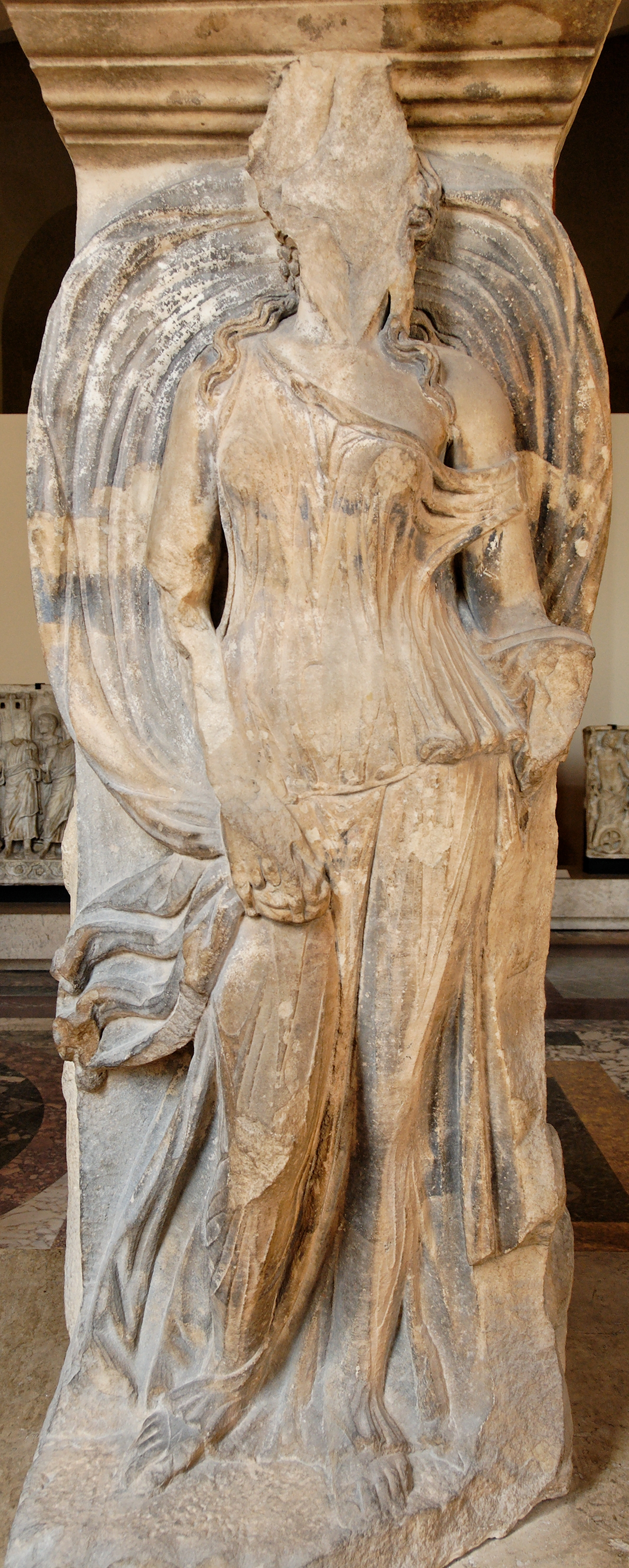
Aura velificans, cariátide del ágora de Tesalónica (Las Incantadas, finales del siglo II - principios del).

En la mitología griega y romana, Aura (Αὔρα / Aura: «Brisa») es la personificación divina de la brisa. Es frecuente hallar la forma plural «Auras» («Brisas»), pero puede referirse a otros personajes.

## Origen
Aura es hija de una oceánide, Peribea,  y del Titán Lelanto. Veloz como el viento, Aura cazaba con las compañeras de Artemisa. Se enamoró de ella Dioniso, tratando en vano de alcanzarla a la carrera; más ligera que él, siempre conseguía escapar, hasta que Afrodita, en respuesta a la demanda del dios, la hizo enloquecer. De este modo se entregó a Dioniso, y tuvo con él dos hijos, que eran gemelos. En su locura, Aura mató a uno, y se precipitó después al río Sangario. Zeus la transformó en fuente. Uno de los gemelos fue Yaco. Éste fue salvado a tiempo por Artemisa, que lo consagraría a Dioniso.

## Representación en el arte
La velificatio, una prenda de vestir ondulante que forma un arco suspendido, es el atributo principal por el cual un aura puede ser identificada en el arte. Un par de velificantes (figuras enmarcadas por una velificatio) que aparecen en el Altar de la Paz de Augusto han sido identificadas a veces como auras. Plinio describe estatuas de Auras velificantes sua veste, "haciendo una vela con su prenda", en el Pórtico de Octavia en Roma. Las auras puede parecerse a las nereidas, de las que se distinguen principalmente por la ausencia de imágenes marinas.
El poeta augusto Ovidio presenta un Aura en la trágica historia de Céfalo y Procris, jugando con la semejanza verbal de Aura y Aurora, la diosa romana del amanecer que fue la contraparte de la Eos griega.
Las Dionisíacas de Nono (principios del siglo V) presentan la mitología más extendida de Aura, aunque Nono era tanto tardío como idiosincrático. En las Dionisíacas, Aura es hija de Lelanto y Peribea, y madre de Yaco por Dioniso.